# Jacques Zoua
Jacques Zoua, né le 9 septembre 1991, est un footballeur international camerounais évoluant actuellement au poste d'avant-centre à l'Al-Ahli Tripoli.
Il est notamment sacré champion d'Afrique avec le Cameroun en 2017.

## Biographie
Cet attaquant formé au club de Cotonsport Garoua (Cameroun) rejoint le FC Bâle en octobre 2009. Polyvalent sur le front de l'attaque, il est capable de jouer à différents postes offensifs, notamment sur le couloir droit, mais son poste préféré est en attaque, en pointe avec un partenaire.
Il fait partie de la sélection camerounaise de 30 joueurs retenus pour la Coupe du monde 2010. Pendant le stage de préparation, il se blesse aux ischio-jambiers et doit renoncer à y participer.
Le 1er juillet 2013, Jacques Zoua signe au Hambourg SV pour la somme d'un million d'euros. Il ne réussit pas à s'y imposer comme titulaire et est alors prêté pour la saison 2014-2015 au club turc de Kayseri Erciyesspor. De retour de prêt, il s'engage, en compagnie de son coéquipier Kader Mangane avec le Gazélec Ajaccio, club corse tout juste promu en Ligue 1.

## Palmarès

### En club
FC Bâle
- Championnat de Suisse (4) :
  - Champion : 2009-10, 2010-11, 2011-12 et 2012-13.

- Coupe de Suisse (2) :
  - Vainqueur : 2009-10 et 2011-12.

### En sélection
Équipe du Cameroun
- Coupe d'Afrique des nations (1) :
  - Vainqueur : 2017